# Plateau transylvain
Le plateau transylvain ou dépression de Transylvanie (depresiunea colinară a Transilvaniei et podișul Transilvaniei en roumain et Erdélyi-medence en hongrois) est une zone de hautes plaines dont l'altitude se situe entre 305 et 488 m d'altitude. Il occupe le versant concave de l'arc de la chaîne formé par les Carpates orientales à l'est et au nord, par les Carpates méridionales (qui culminent à 2 543 m) au sud et par les Carpates occidentales roumaines à l'ouest.  

## Géographie

### Situation
À l'ouest, les Carpates occidentales roumaines (monts Apucènes, monts Poiana Ruscăi et monts du Banat) séparent le plateau transylvain de la plaine occidentale (appelée câmpia Tisei ou câmpia de Vest en Roumanie et plaine de Pannonie en Hongrie).
À l'est, les Carpates orientales séparent le plateau transylvain du plateau moldave. Au sud, les Alpes de Transylvanie séparent le plateau transylvain de la région historique roumaine de Valachie, où se trouve la capitale roumaine, Bucarest.
Le plateau transylvain est constitué du nord au sud de cinq sous-unités  : 
- le plateau de Someș au nord ;
- la plaine de Transylvanie au centre ;
- le plateau de Târnave au centre (au sud de la plaine de Transylvanie) ;
- le plateau Hârtibaciu au sud-est ;
- le plateau Secaș au sud-ouest.

Ces cinq plateaux secondaires sont séparés par des dépressions intracollinaires, les rivières (dont le Mureș, Olt et Someș et Târnava) y ayant creusé des vallées. Ces rivières font toutes partie du bassin hydrographique du Danube.
Loin d'être uniformément plat, le relief du plateau transylvain est marqué par la présence de nombreuses collines (ou cuestas) dont les pentes sont travaillées par l'érosion liée à la géologie des sols et à la présence de cours d'eau qui ont creusé des vallées. Le relief est également soumis aux aléas climatiques et tectoniques.
Les grandes villes de Cluj, Sibiu et Brașov se sont établies en bordure du plateau transylvain au sud et à l'ouest et en bas de massifs montagneux.

### Climat
La cuvette centrale transylvanienne a un climat continental marqué par de fortes amplitudes thermiques (étés chauds et hivers rigoureux) et une relative sécheresse. Grâce à la protection de l'arc des Carpates, le plateau transylvain bénéficie toutefois d'amplitudes de températures plus modérées que la Valachie au sud et la Moldavie au nord-est. Des précipitations abondantes sur les reliefs montagneux assurent l'approvisionnement en eau de la plaine centrale. De même, les couloirs creusés par les rivières Mureș et Someș à l'ouest permettent la pénétration de masses d'air océanique chargées d'humidité.

### Géologie
Jusqu'au Pliocène, le plateau transylvain constituait un plateau de subsidence de la plate-forme carpatique. Il a connu ensuite un processus de soulèvement y compris au Quaternaire pour devenir un plateau à collines. Lors des périodes de repos tectonique, le plateau transylvain a été une vaste zone d'ennoyage des roches cristallines au-dessus desquelles les sédiments se sont déposés sur plusieurs centaines de mètres d'épaisseur. 

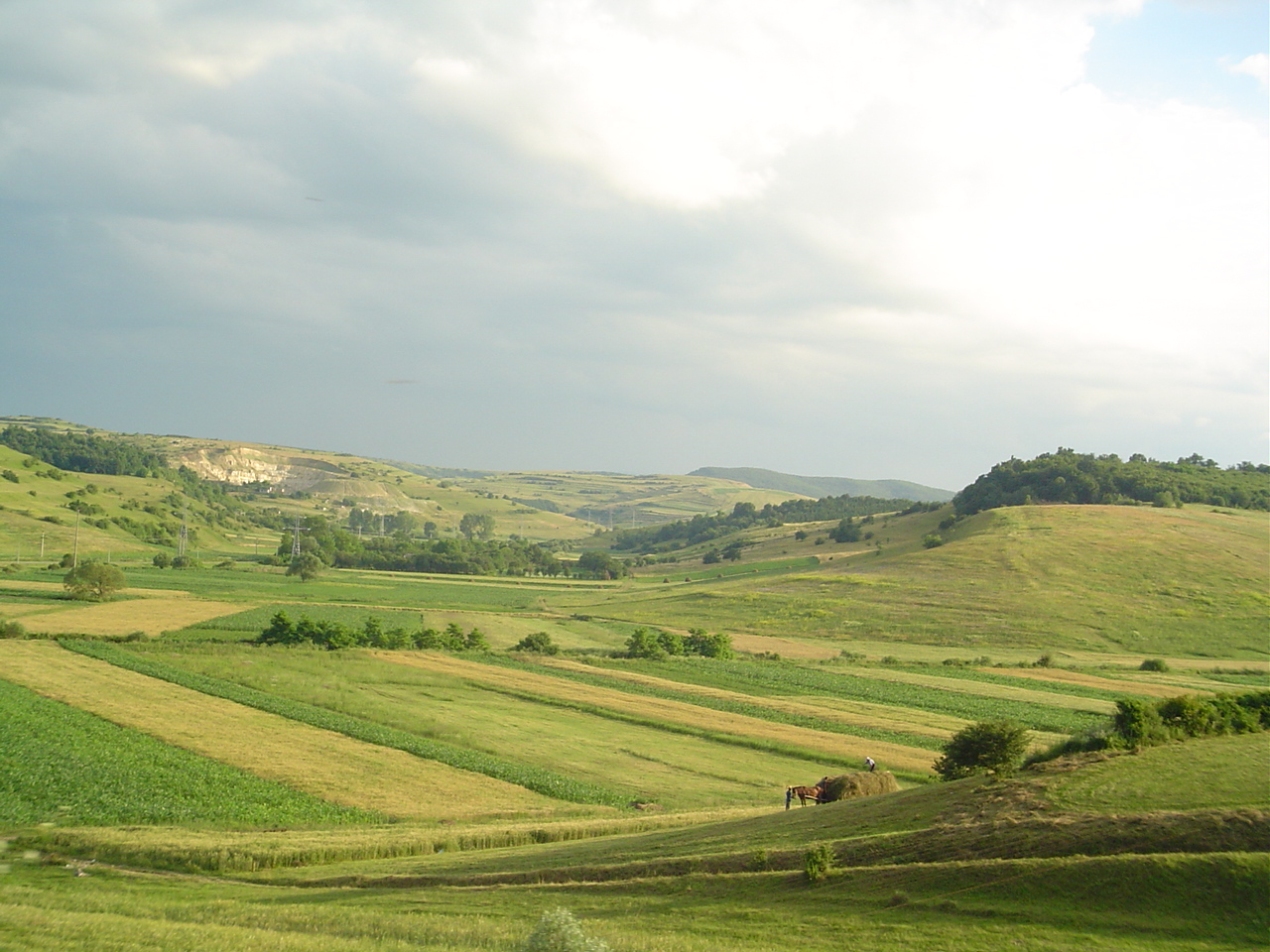
Paysage du plateau transylvain.

Les gisements de sel de Transylvanie (exploités systématiquement au cours de plusieurs siècles à Ocna Dejului, Cojocna, Turda, Ocna Mureș, Ocna Sibiului et à Praid) se sont ainsi formés il y a 13,5 millions d'années au fond d'une mer peu profonde et dans un climat tropical. La couche de sel s'étend partout dans le sous-sol du plateau transylvain, ayant une épaisseur moyenne de 400 mètres. Cependant, aux marges du plateau de la Transylvanie, la couche de sel peut atteindre plus de 1 000 mètres à cause de la déformation de la couche de sel sous la pression des sédiments déposés au centre du plateau. Parfois, aux marges du plateau transylvain (comme c'est le cas dans les localités déjà mentionnées), le sel surgit à la surface. À Turda la couche de sel peut atteindre une épaisseur de 1 200 mètres.
Le plateau transylvain recèle encore maintenant des gisements riches en gaz et en pétrole.  Le substrat du plateau transylvain est également riche en charbon, lignite, schistes bitumineux, cuivre, pyrites et surtout en gaz naturel (dans la région de Târgu Mureṣ).
Le plateau de Someș, au nord du plateau transylvain, est de nature calcaire.